# Bắc Sơn, Uông Bí

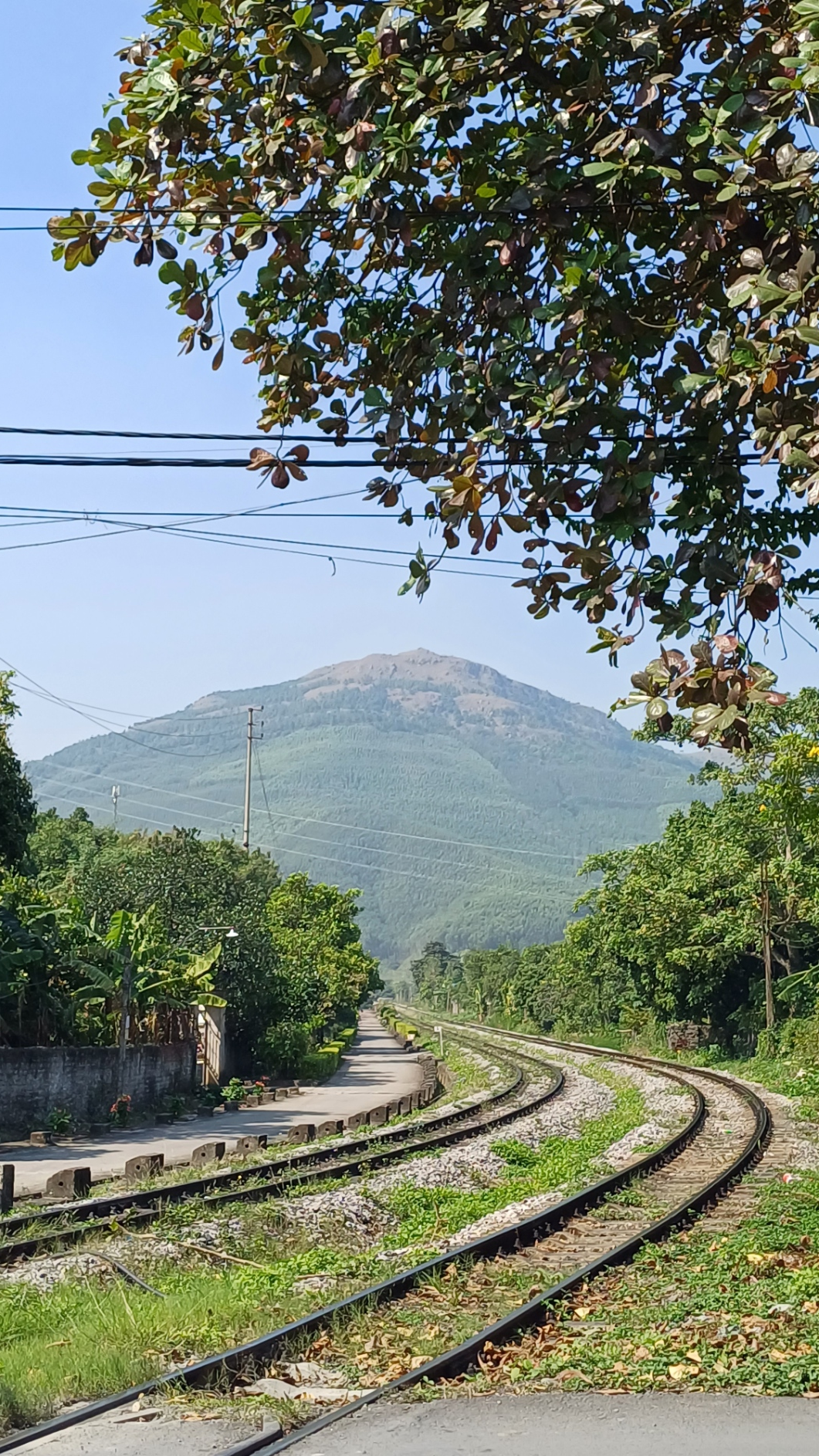
Đường tàu cơ giới Bắc Sơn

Bắc Sơn là một phường thuộc thành phố Uông Bí, tỉnh Quảng Ninh, Việt Nam.
Phường Bắc Sơn có diện tích 27,16 km², dân số năm 1999 là 5920 người, mật độ dân số đạt 218 người/km².